# Бамбари, Велмарири
Велмарири Бамбари (род. 1980) — индонезийская активистка, борющаяся за права жертв сексуального насилия. У неё есть инвалидность, она ходит с помощью костылей. Бамбари была включена в число 100 женщин Би-би-си в 2022 году.

## Биография
В 2014 году Бамбари решила пройти трёхлетний курс обучения по защите детей и расширению прав и возможностей женщин. С 2018 года она открыто осуждает положение жертв сексуального насилия в отдаленных районах Индонезии и сопровождает жертв сексуального насилия в полицейские участки, чтобы оказать им психологическую поддержку, чтобы жалобы рассматривались должным образом. В провинции Центральный Сулавеси в Индонезии как преступники, так и женщины, подвергшиеся сексуальному насилию, подвергаются штрафу в соответствии с местным правом. Также преступнику не грозит тюремное заключение. Бамбари боролась за то, чтобы игнорировать эти обычаи и посадить нападавших в тюрьму. Многие индонезийки, подвергшиеся сексуальному насилию, обратились к Бамбари, и она уже помогла как минимум десяти из них добиться справедливости, а также расширить свои возможности и подготовиться к финансовой независимости. Когда сообщается о сексуальном насилии, Бамбари часто оказывается первой, к кому в связи с её кампанией обращается сама полиция.

## Признание
В декабре 2022 года в знак признания её вклада Бамбари была включена в число 100 женщин Би-би-си.